# Cuprama
Cuprama  war eine geschützte Marke  der I.G. Farben, später der  Bayer AG  für eine nach dem Kupferoxid-Ammoniak-Verfahren hergestellte  Cupro-Spinnfaser.
Die wesentlichen Merkmale  der Standardfaser Cuprama SK waren die stark bleibende Kräuselung, das ausgezeichnete Füllvermögen und das gute Wärmehaltungsvermögen. Dazu kommen eine ausreichende Elastizität, ein Festigkeit, die in trocknem wie in nassem Zustand größer ist, als die von Wolle, und eine leichte Anfärbbarkeit. Die Cuprama-Spinnfaser zeigte eine gute Verspinnbarkeit bis zu den feinsten Garnnummern sowohl allein als auch in beliebigen Mischungsverhältnissen mit Wolle.
Hergestellt wurden aus Cuprama SK modischen Damenkleiderstoffe in schweren Qualitäten für Herbst- und Winterkleidung, leichte und feinwollige für Frühjahr und Sommer, feien Kammgarne und für alle Arten von Strickartikel wie modische Damenstrickkleider, Sportstrümpfe, wollige Herrensocken und Handarbeitsgarne für Strick- und Häkelarbeiten sowie Herren- und Damentrikotagen.
Die nach dem gleichen Verfahrensprinzip  erzeugte Kupferseide (Cupro-Filamentgarn)  trug den Markennamen Cupresa.